# Odontocheila nigrotarsalis
Odontocheila nigrotarsalis is een keversoort uit de familie van de loopkevers (Carabidae). De wetenschappelijke naam van de soort is voor het eerst geldig gepubliceerd in 1929 door W. Horn.